# Червеноглава гулдова амадина
Червеноглава гулдова амадина (Erythrura gouldiae) е вид птица от семейство Estrildidae. Видът е застрашен от изчезване.

## Разпространение
Разпространен е в Австралия.